# Кромской кремль
Кромской кремль — историческое укреплённое ядро города Кромы.

## Детинец XII—XIII веков
Первые укрепления Кром были возведены в древнерусскую эпоху. Впервые город упоминается в Ипатьевской летописи в 1147 году. Детинец находился недалеко от впадения в реку Крому речки Недна на невысоком (около 10 м) округлом холме площадью менее 1 га. Заболоченная Недна омывала детинец с трёх сторон, с четвёртой его защищало Недненское болото. С материком детинец соединяла седловина, искусственно углублённая и перекопанная рвом. Укрепления детинца имели с юго-восточной стороны в качестве основы невысокий вал, здесь же, скорее всего, находились и проезжие ворота. Вероятно, древнерусские Кромы имели и вторую линию укреплений — окольный город площадью около 1,5 гектара, также обнесённый земляным валом, рвом и частоколом. Обширный неукреплённый посад простирался от стен окольного города до устья Недны. Памятник исследован Татьяной Никольской. Судя по данным археологии, гибель древнерусских Кром не была насильственной. Видимо они запустели из-за того, что население начало покидать их в связи с резко возросшей опасностью ордынских набегов, уходя в более безопасные места.

## Крепость XVI—XVIII веков
Во второй половине XVI века Русское царство с целью противодействия крымско-ногайским набегам активно возрождало на южных рубежах старые крепости и строило новые. В 1594 году в росписи воевод «по украинным городам» упоминается новая крепость в Кромах. Она состояла из трёх поясов стен и башен — Рубленного города (кремля), примыкавшего к нему острога Завитай и большого острога, кольцом опоясывавшего оба центральных укрепления. Очень важную роль Кромская крепость сыграла в Смутное время. В 1605 году в ней укрылись сторонники Лжедмитрия I под началом Юрия Беззубцева. Во время осады Кром они более трёх месяцев успешно противостояли крупному правительственному войску во главе с Фёдором Мстиславским и другими знатными воеводами. В ходе осады кремль был сожжён, однако занявшие его царские ратники покинули хорошо простреливавшееся из более высоко расположенного Завитая городище, после чего защитники крепости, укрывавшиеся в Завитае, вновь овладели городищем и очень сильно окопались в нём. Хотя со временем все укрепления и строения Кромской крепости были уничтожены пушечным огнём, войска Мстиславского так и не смогли выбить повстанцев с их едва приступных позиций. Внезапная смерть Бориса Годунова и политическая дезориентация в войске помогла защитникам крепости удержаться.
Ещё одна осада Кром имела место годом позже, когда воеводы нового царя Василия Шуйского осадили в Кромах сторонников Ивана Болотникова, но были затем разбиты его войсками близ Кром.
В 1668 году в Кромской крепости гарнизон состоял из 260 служилых людей. В 1673 году по случаю войны с Крымом, укрепления города были обновлены. Служилые люди и их семьи жили в слободах вокруг крепости и посада. Названия современных переулков — Стрелецкий, Пушкарский, Драгунский — сохраняют память существовавших здесь слободах.